# Зак Ісидор Аркадійович
Ісидо́р Аркадійович За́к (* 14 лютого 1909, Одеса — † 16 серпня 1998, Новосибірськ) — український та російський диригент, 1945 — заслужений артист РРФСР, 1948 — лауреат Сталінської премії, 1959 — народний артист РРФСР, 1967 року нагороджений орденом Леніна, 1983 — народний артист СРСР.

## Життєпис
З п'ятирічного віку навчався музиці — у Берти Рейнгбальд. Закінчив Одеську консерваторію, 1928 року — диригентське відділення Ленінградської консерваторії у Миколи Малька.
Працював в музичних театрах Владивостока, Горького, Дніпропетровська, Куйбишева, Ленінграда, Хабаровська.
У 1944—1949 роках — працював головним диригентом Новосибірського театру опери та балету.
12 травня 1945 року під його диригуванням відбулася прем'єра оперою Глінки «Життя за царя» («Іван Сусанін»).
В тому ж часі були поставлені:
- «Кармен» Ж. Бізе,
- «Аїда» та «Ріголетто» Верді,
- «Севастопольці» М. В. Коваля,
- «Дубровський» Е. Направника,
- «Севільський цилюрник» Россіні,
- «Пікова дама» П. Чайковського,
- балет «Доктор Ойболить» І. В. Морозова.

В 1949—1951 роках очолював Львівський оперний театр, у 1951—1952 — Харківський, протягом 1952—1955 — Алма-Атинський оперні театри.
Великий внесок зробив у становлення оперного мистецтва в Челябінську — один із засновників та перший головний диригент Челябінського театру опери та балету протягом 1955—1968 років.
1968 року повернувся до Новосибірська, по 1986 рік знову очолює оркестр театру опери і балету, працював до 1992 року.
Брав участь у постановках:
- «Дударай» Брусиловоського — Алмати,
- «Скупий лицар» Рахманінова,
- «Далібор» Сметани — Львів,
- «Бранденбуржці в Чехії» Сметани — Челябінськ,
- «Чародійка» Чайковського.

Одночасно працював професором Новосибірської консерваторії, там викладав до кінця життя.
З 2001 року в Челябінську проходить Міжнародний фестиваль диригентів імені Ісидора Зака.
Новосибірська міська рада 2009 року прийняла постанову про встановлення пропам'ятної меморіальної дошки.